# Lepidepecreum serraculum
Lepidepecreum serraculum är en kräftdjursart som beskrevs av Dalkey 1998. Lepidepecreum serraculum ingår i släktet Lepidepecreum och familjen Lysianassidae. Inga underarter finns listade i Catalogue of Life.